# BMC Pregnancy and Childbirth
BMC Pregnancy and Childbirth, abgekürzt BMC Pregnancy Childbirth, ist eine wissenschaftliche Fachzeitschrift, die vom Biomed Central-Verlag veröffentlicht wird. Die Zeitschrift erscheint ausschließlich online und ist frei zugänglich. Es werden Arbeiten veröffentlicht, die aus den Bereichen der Biologie und Medizin stammen und sich mit allen Aspekten von Schwangerschaft und Geburt beschäftigen.
Der Impact Factor lag im Jahr 2014 bei 2,19. Nach der Statistik des ISI Web of Knowledge wird das Journal mit diesem Impact Factor in der Kategorie Gynäkologie und Geburtshilfe an 27. Stelle von 79 Zeitschriften geführt.
Der Chefredakteur ist Nawsheen Boodhun, der beim Verlag angestellt ist. Für die verschiedenen Bereiche wird er von folgenden Redakteuren unterstützt:
- Valerie Smith, Trinity College Dublin, Irland,
- Alexander Heazell, University of Manchester, Vereinigtes Königreich,
- Cecily M. Begley, Trinity College Dublin,
- Matthias Borchert, Charité Berlin,
- Ndola Prata, University of California, Berkeley, Vereinigte Staaten von Amerika,
- Christine Roberts, The Kolling Institute of Medical Research, Australien.